# Галицький діалект караїмської мови
Галицький (галицько-луцький) діалект караїмської мови — один з трьох основних діалектів караїмської мови, що набув поширення в Західній Україні. Діалект знаходиться на межі зникнення, оскільки на кінець XX століття існувало лише кілька його носіїв.

## Історія
Базові праці з цієї мови-діалекту вже давно стали бібліографічною рідкістю. З трьох робіт лише праця Яна Гжегожевського, опублікована на початку XX століття, була повністю присвячена саме мовній спадщині караїмів Луцька та Галича (і, в якійсь мірі, згаслих раніше громад Кукезіва (сучасне село у Львівській області), Львова та Деражне на Волині). Книги К. Мусаєва переважно висвітлюють мову-діалект Тракая (а також Вільнюса і Паневежиса) в Литві. Ще до Другої світової війни замовк «Голос караїма» (журнал «Karaj Awazy»), який видавався майже цілком (за винятком вкрай обмеженого числа матеріалів на польською мовою і Тракайською мовою-діалектом) на галицькому діалекті, і з тих пір ця мова перестала існувати як письмова, якщо не брати до уваги поодиноких випадків приватного листування і окремих наукових статей вузькоспеціального характеру (майже повна бібліографія станом на 1974 рік наведена в книзі). Наслідком Другої світової війни стала загибель значної частини чоловіків-носіїв мови і переселення на територію Польської Народної Республіки караїмів — громадян довоєнної Речі Посполитої. Не описаний в науковій і мемуарній літературі, але мав місце переїзд окремих караїмських сімей до Литви і Криму, неминучі асиміляційні процеси, закриття (в Галичі) і навіть знесення (в Луцьку) кенас, колишніх центрів караїмської життя, — все це призвело до руйнування караїмських громад Західної України і практичної втрати нащадками унікальної караїмської мови.
Все це призвело до того, що галицький діалект почав зникати.

## Лексика
Цей діалект зберіг багато давньотюркских слів, в той час як кримський і тракайський діалекти їх втратили. Він ще містить багато елементів з івриту та арабської. Особливо треба відзначити, що тут сотні слів з давньоєврейської мови, які були зафіксовані в результаті комп'ютерного аналізу караїмських текстів з джерел і не згадуваних в основному словнику. Безсумнівно, що потрібно порівняльний статистичний аналіз лексики мов караїмів Західної України, Литви і Криму для того, щоб визначити частку в них запозичень з івриту, однак, саме в галицькому діалекті вони збереглися найкраще і багаторазово перевищують цифру в 1 % в словнику загалом. У всякому разі, терміни давньобіблейского походження, втім не лише релігійного характеру, але і описують багатьох абстрактних понять, повністю фонетично і граматично освоєні тюркською мовою караїмів Західної України. Так, вони є цінною і невід'ємною частиною караїмського культурно-мовного спадщини і повинні продовжувати жити в караїмській мові.

## Фонетика
Галицький діалект має такі фонетичні особливості: в ньому існує явище цетацизму — замість звуків ш, ж, ч, дж тракайського діалекту виступають відповідно с, з, ц, дз, наприклад, баш — бас (`голова`); відсутні губні голосні переднього ряду, наявні в тракайський діалекті; відбувається дисиміляція подвійного лл в н'л.
У галицькомудіалекті знаходяться свої вельми цікаві особливості, що відрізняють його від усного та писемного мовлення караїмів Криму та Литви, а також і інших тюркських мов. Зокрема, до таких належить наявність в ньому фузійних афіксів, які історично були складовими, але в процесі розвитку трансформувалися в нерозривні і єдині граматичні елементи. До таких насамперед можна віднести афікси минулого часу умовного способу -сийд / -сійд (історично -са / -се Еді), афікси минулого часу бажано-умовного способу -г'ийд / -гійд (історично -г'ай / -гей Еді) численну групу стяженій афіксів негативної форми майбутнього часу. Взагалі кажучи, більшу гнучкість галицькому діалекту караїмської мови (втім, як і мови караїмів Литви) надає саме система стяжених афіксів, найчастіше має два або три рівні. Саме ця особливість істотно розширює її можливість при словобудові та відрізняє її від інших тюркських мов, зближуючи її за мелодикою та ритмікою зі слов'янськими мовами.